# Valter Giuliani
| Odkryte planetoidy: 22 | Odkryte planetoidy: 22 |
| ---------------------- | ---------------------- |
| (6882) Sormano         | 5 lutego 1995          |
| (7199) Brianza         | 28 marca 1994          |
| (8111) Hoepli          | 2 kwietnia 1995        |
| (10605) Guidoni        | 3 listopada 1996       |
| (10606) Crocco         | 3 listopada 1996       |
| (12405) Nespoli        | 15 września 1995       |
| (13689) Succi          | 9 września 1997        |
| (14104) Delpino        | 2 października 1997    |
| (16682) Donati         | 18 marca 1994          |
| (16749) Vospini        | 16 sierpnia 1996       |
| (21289) Giacomel       | 3 listopada 1996       |
| (27900) Cecconi        | 7 września 1996        |
| (27958) Giussano       | 9 września 1997        |
| (35270) Molinari       | 7 września 1996        |
| (37706) Trinchieri     | 8 września 1996        |
| (37734) Bonacina       | 30 października 1996   |
| (39654) 1995 UP        | 19 października 1995   |
| (46691) Ghezzi         | 30 stycznia 1997       |
| (79271) Bellagio       | 29 września 1995       |
| (100641) 1997 VO4      | 3 listopada 1997       |
| (190310) De Martin     | 2 października 1997    |
| (282034) 1995 UO       | 19 października 1995   |
| 1. 2. 3. 4. 5. 6.      |                        |

Valter Giuliani (ur. 12 grudnia 1960 w Cantù) – włoski fizyk, astronom amator.
W 1989 roku ukończył fizykę na Uniwersytecie Mediolańskim. Od 1992 roku jest wykładowcą fizyki w Istituto Superiore Statale „A. Greppi” w Monticello Brianza. Amatorsko zajmuje się astronomią. W latach 1994–1997 odkrył 22 planetoidy (4 samodzielnie oraz 18 wspólnie z innymi astronomami amatorami). Obserwacje prowadzi w Osservatorio di Sormano.